# Madaripur (zila)
Madaripur is een district (zila) in de divisie Dhaka van Bangladesh. Het district telt ongeveer 1,1 miljoen inwoners en heeft een oppervlakte van 1145 km². De hoofdstad is de stad Madaripur.
Madaripur is onderverdeeld in 4 upazila/thana (subdistricten), 57 unions, 1035 dorpen en 3 gemeenten.